# Nødhjælp
 Der er for få eller ingen kildehenvisninger i denne artikel, hvilket er et problem. Du kan hjælpe ved at angive troværdige kilder til de påstande, som fremføres i artiklen.

Nødhjælp betegner arbejde eller bidrag for at redde mennesker, der ellers ville dø eller få skader for resten af livet.
Nødhjælp er større indsatser i forbindelse med naturkatastrofer, hungersnød, terrorangreb, krigshandlinger osv.
Nødhjælpsarbejderne er ofte frivillige og lavtlønnede. De skaffer de nødvendige materialer, transporterer dem, planlægger logistik og afhjælper problemerne. Mange føler, at de er forpligtet til at hjælpe de dårligere stillede, eller de får det bedre af at se, at deres indsats hjælper et andet menneske på vej i livet.
De deltager i mange projekter som uddeling af fødevarer i hungersnødsramte områder, lægehjælp og tandlægehjælp til fattige, der ikke har råd til medicin og behandling, opstilling og drift af flygtningelejre, skaffe midlertidig beboelse efter jordskælv, oversvømmelser og tsunamier og hjælpe med oprydning og genopbygning efter krigshandlinger, terrorangreb eller andre større ødelæggelser.
Meget nødhjælpsarbejde udføres af kendte internationale organisationer, der har viden om lokale forhold gennem tidligere indsatser, kender forbindelser og arbejdsmetoder, og som er store og velrenommerede nok til at få støtte til indsamlinger, offentlige bidrag og diverse tilskud til driften.
Nødhjælpen finansieres ofte af nødhjælpsorganisationer, der bl.a. samler penge ved husstandsindsamlinger. Der findes ingen offentlig oversigt over nødhjælpsorganisationer i Danmark, men flere private organisationer har lavet lister og opdateret dem.
Nødhjælp er også den hjælp, som en forbipasserende kan yde ved fx færdselsuheld og arbejdsulykker.